# 바디아테달다
바디아테달다(이탈리아어: Badia Tedalda)는 이탈리아 토스카나주 아레초도에 있는 코무네이다. 피렌체에서 동쪽으로 80km, 아레초에서 북동쪽 35km 거리에 있다. 리미니도에 둘러싸인 월경지인 카라파엘로(Ca' Raffaello)를 포함한다.